# Adolfo Daniel Vallejo
Adolfo Daniel Vallejo (ur. 28 kwietnia 2004 w Asunción) – paragwajski tenisista.

## Kariera tenisowa
w 2019 zadebiutował w cyklu ITF Men’s Circuit, a w 2022 w turnieju głównym ATP Challenger Tour.
Startując w rozgrywkach juniorów, Adolfo Daniel Vallejo w 2022 roku osiągnął finał Australian Open w grze podwójnej chłopców. Podczas turnieju grał w parze z Alexem Michelsenem.
15 sierpnia 2022 został liderem juniorskiego rankingu ITF.
W rankingu gry pojedynczej najwyżej był na 696. miejscu (20 marca 2023), a w zestawieniu gry podwójnej na 546. pozycji (10 kwietnia 2023).

### Finały juniorskich turniejów wielkoszlemowych

#### Gra podwójna (0–1)
| Końcowy wynik | Nr | Data             | Turniej                    | Nawierzchnia | Partner        | Przeciwnicy                 | Wynik finału |
| ------------- | -- | ---------------- | -------------------------- | ------------ | -------------- | --------------------------- | ------------ |
| Finalista     | 1. | 28 stycznia 2022 | Australian Open, Melbourne | Twarda       | Alex Michelsen | Bruno Kuzuhara Coleman Wong | 3:6, 6(3):7  |